# حسن لنگی پایین
حسن لنگی پایین، روستایی در دهستان حسن لنگی بخش شمیل شهرستان بندرعباس در استان هرمزگان ایران است.

## جمعیت
بر پایه سرشماری عمومی نفوس و مسکن در سال ۱۳۹۵، جمعیت این روستا برابر با ۹۵۷ نفر (۲۷۳ خانوار) بوده‌است.